# Euphorbia dwyeri
Euphorbia dwyeri är en törelväxtart som beskrevs av Derek George Burch. Euphorbia dwyeri ingår i släktet törlar, och familjen törelväxter. Inga underarter finns listade i Catalogue of Life.